# Manuel Gómez Abascal
Manuel Gómez Abascal, alias Pasieguito, fue un pelotari español.

## Biografía
Habiendo jugado en Argentina, debutó en Madrid en 1892 y acostumbró a jugar de pareja con Victoriano Gamborena. Benito Mariano Andrade, en Carácter y vida íntima de los principales pelotaris (1894), lo describe con las siguientes palabras:

Lo que tiene este pelotari, y es preciso que lo sepa el público para no imputarle á veces la totalidad de la culpa de su juego desigual, es que, como aquel cura del cuento que sólo sabía decir misa con su misal, Manuel sólo sabe jugar bien con una determinada cesta, aquella con la cual se ha acostumbrado, y muchas veces cuando se le rompe se ve y se desea para sustituirla con otra igual, y á veces no lo consigue.
(Andrade, 1894, p. 61)